# Glyptoplax consagae
Glyptoplax consagae is een krabbensoort uit de familie van de Panopeidae. De wetenschappelijke naam van de soort is voor het eerst geldig gepubliceerd in 1989 door Hendrickx.